# Luthenay-Uxeloup
Luthenay-Uxeloup és un municipi francès, situat al departament del Nièvre i a la regió de Borgonya - Franc Comtat. L'any 2007 tenia 591 habitants.

## Demografia

### Població
El 2007 la població de fet de Luthenay-Uxeloup era de 591 persones. Hi havia 244 famílies, de les quals 60 eren unipersonals (32 homes vivint sols i 28 dones vivint soles), 84 parelles sense fills, 92 parelles amb fills i 8 famílies monoparentals amb fills.
La població ha evolucionat segons el següent gràfic:
Habitants censats

### Habitatges
El 2007 hi havia 288 habitatges, 244 eren l'habitatge principal de la família, 21 eren segones residències i 24 estaven desocupats. 276 eren cases i 12 eren apartaments. Dels 244 habitatges principals, 193 estaven ocupats pels seus propietaris, 47 estaven llogats i ocupats pels llogaters i 4 estaven cedits a títol gratuït; 16 tenien dues cambres, 30 en tenien tres, 66 en tenien quatre i 132 en tenien cinc o més. 193 habitatges disposaven pel capbaix d'una plaça de pàrquing. A 91 habitatges hi havia un automòbil i a 128 n'hi havia dos o més.

### Piràmide de població
La piràmide de població per edats i sexe el 2009 era:
| Homes | Edats   | Dones |
| ----- | ------- | ----- |
| 0     | 95 o +  | 0     |
| 0     | 90 a 94 | 0     |
| 4     | 85 a 89 | 0     |
| 4     | 80 a 84 | 12    |
| 0     | 75 a 79 | 4     |
| 24    | 70 a 74 | 20    |
| 20    | 65 a 69 | 4     |
| 20    | 60 a 64 | 16    |
| 32    | 55 a 59 | 28    |
| 16    | 50 a 54 | 24    |
| 24    | 45 a 49 | 28    |
| 28    | 40 a 44 | 24    |
| 20    | 35 a 39 | 24    |
| 20    | 30 a 34 | 0     |
| 8     | 25 a 29 | 12    |
| 20    | 20 a 24 | 12    |
| 12    | 15 a 19 | 20    |
| 12    | 10 a 14 | 28    |
| 8     | 5 a 9   | 8     |
| 0     | 0 a 4   | 12    |

## Economia
El 2007 la població en edat de treballar era de 370 persones, 266 eren actives i 104 eren inactives. De les 266 persones actives 234 estaven ocupades (128 homes i 106 dones) i 32 estaven aturades (20 homes i 12 dones). De les 104 persones inactives 34 estaven jubilades, 29 estaven estudiant i 41 estaven classificades com a «altres inactius».

### Ingressos
El 2009 a Luthenay-Uxeloup hi havia 249 unitats fiscals que integraven 616 persones, la mediana anual d'ingressos fiscals per persona era de 16.792 €.

### Activitats econòmiques
Dels 10 establiments que hi havia el 2007, 2 eren d'empreses de fabricació d'altres productes industrials, 2 d'empreses de construcció, 2 d'empreses de comerç i reparació d'automòbils, 1 d'una empresa d'hostatgeria i restauració, 2 d'empreses de serveis i 1 d'una entitat de l'administració pública.
Dels 2 establiments de servei als particulars que hi havia el 2009, 1 era un electricista i 1 restaurant.
Els 2 establiments comercials que hi havia el 2009 eren fleques.
L'any 2000 a Luthenay-Uxeloup hi havia 23 explotacions agrícoles que ocupaven un total de 2.964 hectàrees.

## Equipaments sanitaris i escolars
El 2009 hi havia una escola elemental integrada dins d'un grup escolar amb les comunes properes formant una escola dispersa.

## Poblacions més properes
El següent diagrama mostra les poblacions més properes.